# Gregorio (Vorname)
Gregorio ist ein männlicher Vorname.

## Herkunft und Bedeutung
Gregorio ist die spanische und italienische Form des Namens Gregor; Näheres siehe dort.

## Namensträger
- Gregorio Aglipay (1860–1940), philippinischer katholischer Geistlicher
- Gregorio Allegri (1582–1652), italienischer Priester, Komponist und Tenorsänger
- Gregorio Álvarez (1925–2016), uruguayischer General und Politiker
- Gregorio Barbarigo (1625–1697), Kardinal und ein Heiliger
- Gregorio Conde, uruguayischer Politiker
- Gregorio Conti von Ceccano, im Jahre 1138 Gegenpapst zu Papst Innozenz II
- Gregorio Correr (1409–1464), italienischer Humanist und Geistlicher
- Gregorio De Ferrari (1647–1726), italienischer Maler und Freskant
- Gregorio del Pilar (1875–1899), philippinischer Nationalheld und General
- Gregorio Fuentes (1897–2002), kubanischer Kapitän zur See
- Gregorio Fontana (Mathematiker) (1735–1803), italienischer Mathematiker
- Gregorio Fontana (Politiker) (* 1963), italienischer Politiker (PdL)
- Gregorio García de la Cuesta (1741–1811), spanischer General-Kapitän und Präsident des Obersten Rates von Kastilien
- Gregorio Ladino (* 1973), kolumbianischer Radrennfahrer
- Gregorio Lambranzi, italienischer Tanzmeister und Choreograph gegen Ende des 17
- Gregorio Lazzarini (1655–1730), italienischer Maler
- Gregorio Luperón (1839–1897), dominikanischer General und Präsident
- Gregorio Marañón (1887–1960), spanischer Mediziner, Schriftsteller, Philosoph, Historiker und Professor
- Gregorio María Aguirre y García (1835–1913), Erzbischof von Burgos und Toledo
- Gregorio Papareschi di Guidoni (1116–1143), Papst von 1130 bis 1143
- Gregorio Pérez (Fußballspieler) (* 1948), uruguayischer Fußballspieler und -trainer
- Gregorio Pérez Companc (1934–2024), argentinischer Unternehmer
- Gregorio Pérez Demaría (1853–1913), spanischer Bergführer
- Gregorio Ricci-Curbastro (1853–1925), italienischer Mathematiker
- Gregorio Villalobos (* 1944), ehemaliger mexikanischer Fußballspieler
- Horst-Gregorio Canellas (1921–1999), Südfrüchte-Großhändler und Präsident der Offenbacher Kickers